# George Edward Holbrook
George Edward Holbrook (St. Louis, Missouri, 4 de março de 1909 – 26 de fevereiro de 1987) foi um engenheiro químico estadunidense, membro fundador da Academia Nacional de Engenharia dos Estados Unidos.
Holbrook estudou engenharia química na Universidade de Michigan, onde obteve o bacharelado em 1931, o mestrado em 1932 e o Ph. D. em 1933. Começou a trabalhar então na DuPont, sendo em 1939 chefe da pesquisa de novos produtos no Jackson Laboratory, onde foi em 1943 diretor assistente. Em 1949 Holbrook foi indicado superintendente geral de desenvolvimento de produtos na Chambers Works, na época a maior instalação química.